# Метэки
Метэ́ки, также мете́ки и мето́йки (др.-греч. μέτοικοι, букв. «переселенцы») — в Древней Греции лично-свободные неграждане, которыми являлись постоянно-проживающие в полисе иностранцы и вольноотпущенники.

## Права
Метэки были лично свободны, но не были гражданами и не пользовались гражданскими правами. Они не могли, например, ни занимать общественных должностей, ни подавать голос в народном собрании, ни совершать публичных жертвоприношений. Они не имели также права вступать в законный брак с гражданками и приобретать недвижимую собственность, то есть они не имели права владеть землёй, а могли обладать только рабами и движимым имуществом. Метэки не включались в Аттике ни в филы и фратрии, ни в роды, ни в демы (они «жили в таком-то деме», но не были демотами). Метэки не имели права непосредственно обращаться к правительственной власти. Они обязаны были выбрать себе из граждан покровителя-простата (др.-греч. προστάτης), который и был посредником между метэками и органами управления (сравните с древнеримским патроном). За отсутствие покровителя метэки наказывались лишением имущества.
Судебные дела метэков, как между собой, так и с гражданами, разбирались архонтом-полемархом; покровителю достаточно было ввести метэка в суд, после чего метэк мог вести далее своё дело лично. В пользу государства метэки платили ежегодный подушный налог (др.-греч. μετοίκιον; в Древних Афинах этот взнос составлял 12 драхм); кроме того, они платили небольшую подать за право торговать на рынке, вносили прямую подать (др.-греч. εἰσφορά) в большем, чем граждане, размере и исполняли некоторые повинности (хорегию, гимнасиархию, гестиасис, но не триерархию).
Наравне с гражданами метэки несли военную службу, причём те из них, которые имели соответствующий ценз, служили гоплитами (но не всадниками, если даже имели всаднический ценз). За оказанные государству услуги метэки могли быть освобождаемы народным собранием от некоторых повинностей, например, получали свободу от платежа метэкского взноса (др.-греч. άτέλεια τοΰ μετοικίου), — или сравнивались в отправлении государственных повинностей с гражданами.
Метэки могли также получать (в виде исключения) право приобретения недвижимой собственности, право непосредственно обращаться к правительственным учреждениям и т. д. Право гражданства они могли получать или за особые заслуги, или для увеличения числа граждан, что было, например, произведено в больших размерах Клисфеном. Число метэков в Аттике достигало при Деметрии Фалерском десяти тысяч и, вероятно, по крайней мере столько же было их в V и IV веках до н. э. Метэки были и в других греческих областях (например, в Мегарах, Аркадии, Беотии и т. д.), причём положение их было в разных местах неодинаково.

## Вольноотпущенники
Вольноотпущенники, почти всегда чужеземцы, во всём уподоблялись метэкам. Отличались от них только тем, что они обязаны были иметь в качестве покровителя своего прежнего хозяина и не имели права выбирать покровителя по желанию.

### На русском языке
- Бузескул В. П. Метеки и рабы // История афинской демократии / Вступ. ст. Э. Д. Фролова. — СПб.: Гуманитарная Академия, 2003. — С. 230—242. — 479 с. — (Studia classica). — 1200 экз. — ISBN 5-93762-021-6.
- Латышев В. В. Метеки // Очерк греческих древностей. — 3-е изд. — СПб., 1897. — Т. I. Государственные и военные древности. — С. 186—188. — 373 с.

### На других языках
- Schenkl, Heinrich. De metoecis Atticis («Wiener Studien», 1880, Vol. II, S. 161—225).
- Thumser, Victor. Untersuchungen über die attischen Metöken (ibid., 1885, Vol. VII, S. 45—68).